# Костецкий, Александр Сергеевич
Александр Сергеевич Костецкий (род. 14 января 1960, Улан-Удэ) — советский легкоатлет, специалист по бегу на средние дистанции. Выступал на всесоюзном уровне в 1979—1984 годах, победитель первенств всесоюзного и всероссийского значения, рекордсмен страны, участник ряда крупных международных стартов. Представлял Улан-Удэ и Вооружённые силы. Мастер спорта СССР международного класса.

## Биография
Александр Костецкий родился 14 января 1960 года в городе Улан-Удэ Бурятской АССР.
Начал заниматься лёгкой атлетикой в 1976 году, проходил подготовку под руководством тренеров В. Н. Аверкова и В. Д. Домнина, выступал за добровольное спортивное общество «Трудовые резервы». Окончил Бурятский государственный педагогический институт, после чего проходил службу в Вооружённых силах.
В 1979 году дебютировал в составе юниорской сборной СССР, занял второе место в матчевой встрече со сборной ГДР в Чернигове.
В 1980 году на матче республик в Сочи выполнил норматив мастера спорта СССР.
Первого серьёзного успеха на всесоюзном уровне добился в сезоне 1981 года, когда в беге на 800 метров выиграл серебряную медаль на зимнем чемпионате СССР в Минске. Позднее на летнем чемпионате СССР в Москве взял бронзу на 800-метровой дистанции  и с командой РСФСР получил серебро в программе эстафеты 4 × 800 метров. Также в этом сезоне стал бронзовым призёром на Мемориале Куца в Подольске.
В 1982 году на дистанции 800 метров выиграл серебряную медаль на чемпионате СССР в Киеве, на дистанции 1500 метров одержал победу в Подольске.
В 1983 году в беге на 800 метров был третьим и вторым на турнирах в Краснодаре и Ленинграде соответственно, в составе советской сборной стартовал на Кубке Европы в Лондоне, где занял итоговое седьмое место.
В 1984 году стал серебряным призёром на зимнем чемпионате СССР в Москве, с личным рекордом в беге на 800 метров (1:45.17) финишировал четвёртым на соревнованиях в Киеве, тогда как в беге на 1500 метров показал шестое время на Мемориале братьев Знаменских в Сочи, так же установив личный рекорд (3:38.59). Участвовал в соревнованиях по бегу на 1 милю в ирландском Корке, с результатом 3:59.32 пришёл к финишу седьмым. 5 августа на соревнованиях в Москве вместе с соотечественниками Леонидом Масуновым, Василием Матвеевым и Виктором Калинкиным установил рекорд СССР в эстафете 4 × 800 метров — 7:07.40, который впоследствии так и не был никем превзойдён.
За выдающиеся спортивные достижения удостоен почётного звания «Мастер спорта СССР международного класса» (1982).